# Калусахатчи (река)
Калусахатчи (англ. Caloosahatchee River) — река на юго-западе штата Флорида (США), впадающая в Мексиканский залив. Длина реки составляет 108 км.

## География

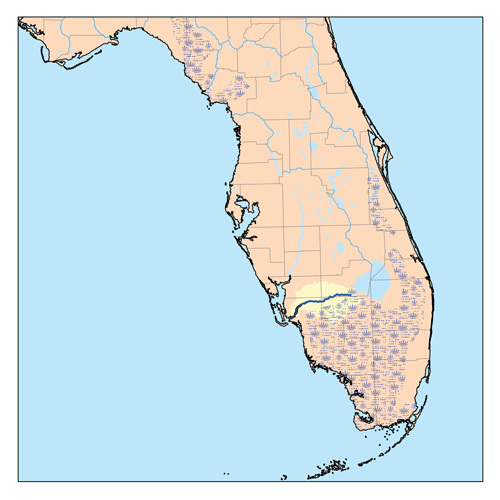
Бассейн реки Калусахатчи

Река Калусахатчи вытекает из озера Окичоби, водная поверхность которого находится на средней высоте 4,3 м над уровнем моря (по другим данным, около 2 м над уровнем моря). Исток реки находится в округе Глейдс, вблизи города Мур-Хейвен. После этого река течёт в западном направлении, протекая по округам Глейдс, Хендри и Ли (Флорида). В районе города Форт-Майерс она переходит в эстуарий бухты Сан-Карлос, который соединяется с Мексиканским заливом чуть южнее города Кейп-Корал.
Площадь водосборного бассейна реки Калусахатчи — 2220 км², средний расход воды — 50 м³/c. Бассейн Калусахатчи является частью пресноводного экологического региона полуострова Флорида.
Изначально река представляла собой совокупность неглубоких проток, протекавших по болотистой местности. Впоследствии при участии Корпуса инженеров Армии США она была преобразована в судоходную водную артерию, являющуюся частью водного пути Окичоби, который соединяет Мексиканский залив с Атлантическим океаном, омывающим восточное побережье Флориды. Помимо реки Калусахатчи и озера Окичоби, водный путь Окичоби также включает в себя канал Сент-Луси и реку Сент-Луси.

## Фауна
В реке Калусахатчи водятся большеротый солнечник (Lepomis gulosus), синежаберный солнечник (Lepomis macrochirus), красноухий солнечник (Lepomis microlophus), большеротый окунь (Micropterus salmoides), чёрный краппи (Pomoxis nigromaculatus), белый сомик (Ameiurus catus), флоридский панцирник (Lepisosteus platyrhincus), доросомы (Dorosoma) и другие рыбы. Из интродуцированных рыб встречаются белый амур (Ctenopharyngodon idella), лягушковый клариевый сом (Clarias batrachus), Pterygoplichthys pardalis, хемихромис-красавец (Hemichromis bimaculatus) и Oreochromis aureus.
Из других животных в районе реки водятся угревидная амфиума (Amphiuma means), полосатые сирены (Pseudobranchus), миссисипский аллигатор (Alligator mississippiensis), Liodytes pygaea, американский уж-циклоп (Nerodia cyclopion), Nerodia clarkii, каймановая черепаха (Chelydra serpentina), злой трионикс (Apalone ferox), Pseudemys peninsularis, Pseudemys nelsoni, канадская выдра и обыкновенный ламантин.